# Scrimă la Jocurile Olimpice de vară din 2016
Probele de scrimă la Jocurile Olimpice de vară din 2016 s-au desfășurat între 6–14 august la Arena „Carioca” 3 din Rio de Janeiro.

## Sistem de desfășurare
Deoarece Federația Internațională de Scrimă are alocate din partea Comitetului Olimpic Internațional doar zece probe, începând din 2008 la fiecare olimpiadă sunt scoase din program prin rotație câte două probe pe echipe. La această ediție au fost eliminate proba feminină de floretă pe echipe și cea masculină de sabie pe echipe, care, totuși, au făcut parte din probele Campionatului Mondial, organizat și el la Rio, în aprilie 2016. Acest campionat a constituit testul preliminar pentru organizarea probelor olimpice.
Competiția constă dintr-un tablou cu eliminare directă, fără recalificări. Asalturile la individual se decid la 15 tușe sau la cel mai bun scor după trei reprize a câte trei minute (cu o pauză de un minut între două reprize). În caz de egalitate se alocă un timp suplimentar de un minut. La probele pe echipe ținta finală este obținerea a 45 de puncte sau a celui mai bun scor în limita timpului alocat. Fiecare echipă este formată din trei trăgători, și eventual o rezervă, care luptă doar în cazul unei înlocuiri definitive. Atât la individual, cât și pe echipe, se acordă o singură medalie de bronz.

## Calificări
204 de scrimeri (102 bărbați și 102 femei) provin din țările participante, la care se adaugă opt poziții pentru țara gazdă, Brazilia. Sistemul de calificare, deosebit de complicat, este similar cu cel de la Jocurile Olimpice din 2012 de la Londra. Se bazează în principal pe clasamentul oficial FIE ajustat (COA); poziții suplimentare sunt acordate prin niște turnee olimpice de calificare.

## Arbitri
La 28 septembrie 2015 Federația Internațională de Scrimă a publicat lista arbitrilor:
| Floretă - Douglas Findlay (SUA) - Florin Sebastian Gheorghe (ROU) - Alexey Kuznetsov (CAN) - Natalia Juravleva (RUS) - Javier Lorenzo (SPA) - Vilém Mádr (CZE) - Marco Pistacchi (ITA) - Suh Sang-won (KOR) - Bodo Vogel (GER) - Andrzej Witkowski (POL) - Mads Vetli Hejrskov (DEN) (r) | Spadă - Ambre Civiero (SUI) - Juan Liendo (VEN) - Mihail Paghiev (MDA) - André Piatko (FRA) - Giuliano Ranza (ITA) - Juan Carlos Rios Rivera (MEX) - Alaa A Falah (IRQ) (r) | Sabie - Medhat El Bahkri (EGY) - Peyman Fakhri (IRI) - Marius Florea (ROU) - Ilgın Güçlüer (TUR) - Jiang Yefei (CHN) - Zsolt Kaposvári (HUN) - Vasil Milenchev (BUL) - Vladislav Șamis (RUS) - Pape Toure (SEN) - Zheng Kang Zhao (HKG) - Fikrat Valiev (AZE) (r) |

## Clasament pe medalii
| Loc   | Țară                       | Aur | Argint | Bronz | Total |
| ----- | -------------------------- | --- | ------ | ----- | ----- |
| 1     | Rusia                      | 4   | 1      | 2     | 7     |
| 2     | Ungaria                    | 2   | 1      | 1     | 4     |
| 3     | Italia                     | 1   | 3      | 0     | 4     |
| 4     | Franța                     | 1   | 1      | 1     | 3     |
| 5     | Coreea de Sud              | 1   | 0      | 1     | 2     |
| 6     | România                    | 1   | 0      | 0     | 1     |
| 7     | Statele Unite ale Americii | 0   | 2      | 2     | 4     |
| 8     | China                      | 0   | 1      | 1     | 2     |
| 8     | Ucraina                    | 0   | 1      | 1     | 2     |
| 10    | Tunisia                    | 0   | 0      | 1     | 1     |
| Total | Total                      | 10  | 10     | 10    | 30    |

## Probe

### Masculin
| Probă              | Aur                                                                                   | Argint                                                                                  | Bronz |
| Spadă individual   | Park Sang-young (KOR)                                                                 | Géza Imre (HUN)                                                                         | Gauthier Grumier (FRA)                                                                                         |
| Spadă pe echipe    | Franța (FRA) · Gauthier Grumier · Yannick Borel · Daniel Jérent · Jean-Michel Lucenay | Italia (ITA) · Enrico Garozzo · Marco Fichera · Paolo Pizzo · Andrea Santarelli         | Ungaria (HUN) · Gábor Boczkó · Géza Imre · András Rédli · Péter Somfai                                         |
| Floretă individual | Daniele Garozzo (ITA)                                                                 | Alexander Massialas (USA)                                                               | Timur Safin (RUS)                                                                                              |
| Floretă pe echipe  | Rusia (RUS) · Timur Safin · Artur Ahmathuzin · Aleksei Ceremisinov                    | Franța (FRA) · Jérémy Cadot · Enzo Lefort · Erwann Le Péchoux · Jean-Paul Tony Helissey | Statele Unite ale Americii (USA) · Miles Chamley-Watson · Race Imboden · Alexander Massialas · Gerek Meinhardt |
| Sabie individual   | Áron Szilágyi (HUN)                                                                   | Daryl Homer (USA)                                                                       | Kim Jung-hwan (KOR)                                                                                            |

### Feminin
| Probă              | Aur                                                                                | Argint                                                                          | Bronz                                                                                                   |
| Spadă individual   | Emese Szász (HUN)                                                                  | Rossella Fiamingo (ITA)                                                         | Sun Yiwen (CHN)                                                                                         |
| Spadă pe echipe    | România (ROU) · Loredana Dinu · Simona Gherman · Simona Pop · Ana Maria Popescu    | China (CHN) · Hao Jialu · Sun Yujie · Sun Yiwen · Xu Anqi                       | Rusia (RUS) · Olga Kocineva · Violetta Kolobova · Tatiana Logunova · Liubov Șutova                      |
| Floretă individual | Inna Deriglazova (RUS)                                                             | Elisa Di Francisca (ITA)                                                        | Inès Boubakri (TUN)                                                                                     |
| Sabie individual   | Iana Egorian (RUS)                                                                 | Sofia Velikaia (RUS)                                                            | Olha Harlan (UKR)                                                                                       |
| Sabie pe echipe    | Rusia (RUS) · Sofia Velikaia · Iana Egorian · Ekaterina Diacenko · Iulia Gavrilova | Ucraina (UKR) · Olha Harlan · Olena Kravațka · Alina Komașciuk · Olena Voronina | Statele Unite ale Americii (USA) · Monica Aksamit · Ibtihaj Muhammad · Dagmara Wozniak · Mariel Zagunis |